# Marcel Cordemans
 (avril 2020).
Si vous disposez d'ouvrages ou d'articles de référence ou si vous connaissez des sites web de qualité traitant du thème abordé ici, merci de compléter l'article en donnant les références utiles à sa vérifiabilité et en les liant à la section « Notes et références ».
Marcel Cordemans (Lierre, 7 décembre 1891 - Liedekerke, 28 octobre 1991) était un journaliste belge et le premier rédacteur en chef de De Standaard .

## Carrière
Marcel Cordemans a obtenu son doctorat en philologie germanique à l'Université catholique de Louvain en 1914. Pendant la Première Guerre mondiale, il émigre en Angleterre où il travaille comme réfugié pour le gouvernement belge à Londres. Là-bas, il utilisait souvent sa langue maternelle, le flamand, combiné à son flamingantisme manifeste, ce qui l'a poussé à se poser des questions. Peu de temps après, il a été confié aux soins d'Alfons Van de Perre. Il a quitté son service belge et est devenu secrétaire privé de Van de Perre. Ce dernier lui a également demandé de devenir secrétaire de rédaction d'un nouveau journal, en janvier 1919.
Les premières années de De Standaard ont été particulièrement difficiles. Une équipe trop petite, couplée à des promesses contradictoires et à des discussions sur la répartition des tâches et la hiérarchie, a rendu le travail plus difficile. Ce n'est qu'après le départ de Filip De Pillecyn en 1922 que Marcel Cordemans est clairement devenu secrétaire de rédaction et ensuite promu rédacteur en chef au printemps 1923. Il se concentrait particulièrement sur l'actualité internationale.
La mort de Van de Perre et les relations difficiles avec Gustave Sap, le nouveau directeur à partir de 1927, aigrissent l'atmosphère de travail du journal. La publication d'un dessin animé non enregistré en 1929 coûtent finalement le poste de Cordemans. Jan Boon semblait disposé à reprendre le poste. Frans Van Cauwelaert a pu aider Cordemans concernant ses indemnités de licenciement et lui a permis de retrouver un emploi de bibliothécaire au Parlement.
Marcel Cordemans continuera de publier des articles et des articles d'opinion sur la politique étrangère sous un certain nombre de pseudonymes dans plusieurs journaux, dont Het Belang van Limburg . Ses pseudonymes étaient Karel van de Mandemaker et Carel van Ryen . Cordemans a ensuite été nommé bibliothécaire en chef à l'Académie Royale de médecine et est également devenu secrétaire privé de plusieurs ministres du CVP , dont Edmond Rubbens .

## Anecdotes
- Cordemans était un bon ami de Felix Timmermans à partir des années 1920 jusqu'à la mort de ce dernier en 1947, et a décrit ses souvenirs dans un livre en 1967.
- C'est à l'initiative du secrétaire de rédaction de l'époque, Marcel Cordemans, que depuis le 27 septembre 1919, De Standaard a inclus l'AVV-VVK sous la forme croisée bien connue dans le titre du journal. Il n'a pas connu la disparition de l'acronyme en 1999, décédé en 1991.
- Le petit-fils de Marcel Cordemans, Filip Claus, a longtemps travaillé comme photographe pour De Morgen .

## Publications
- 1963 Dr. Années de guerre d'A. Van de Perre: 1914-1918 , Universa, Wetteren
- 1965 Edmond Rubbens: une histoire de vie avec une anthologie de ses œuvres: 1894-1938 , Story & Scientia, Gand
- 1967 Raymond de la Haye et Felix Timmermans  : souvenirs , histoire et Scientia, Gand